# Copa de las Naciones de Saltos 2010
La Copa de las Naciones de Saltos 2009 fue la edición del año 2009 de la Copa de las Naciones de Saltos.

## Meydan FEI Copa de Naciones
La "Primera División", denominada Meydan FEI Copa de Naciones (Meydan FEI Nations Cup en idioma inglés), debido al patrocinio de la empresa Meydan, se compuso de 10 equipos: Alemania, Gran Bretaña, Holanda, Irlanda, Estados Unidos, Suiza, Suecia, Francia, España y Polonia. 
En 2010 descendieron 4 equipos, en vez de 2, debido a que en la edición de 2011 se reducirá de 10 a 8 el número de equipos de esta "primera división".
Las 8 pruebas de que constó la competición fueron:
| Concurso                         | País         | Fecha               |
| 1 - La Baule-Escoublac           | Francia      | 14 de mayo de 2010  |
| 2 - Roma                         | Italia       | 28 de mayo de 2010  |
| 3 - San Galo                     | Suiza        | 4 de junio de 2010  |
| 4 - Róterdam                     | Países Bajos | 18 de junio de 2009 |
| 5 - Falsterbo                    | Suecia       | 9 de julio de 2010  |
| 6 - Aquisgrán                    | Alemania     | 15 de julio de 2010 |
| 7 - Hickstead (Sussex del Oeste) | Reino Unido  | 30 de julio de 2010 |
| 8 - Dublín                       | Irlanda      | 6 de agosto de 2010 |

y la clasificación final quedó de la siguiente manera:
| Puesto | Equipo         | 1   | 2   | 3  | 4   | 5   | 6   | 7   | 8   | Pts  |
| ------ | -------------- | --- | --- | -- | --- | --- | --- | --- | --- | ---- |
| 1      | Francia        | 10  | 10  | 10 | 3.5 | 5.5 | 4.5 | 5   | 5   | 53.5 |
| 2      | Estados Unidos | 7   | 3   | 2  | 10  | 3.5 | 6   | 6   | 6.5 | 44   |
| 3      | Reino Unido    | 5.5 | 7   | 6  | 7   | 2   | 1   | 10  | 4   | 42.5 |
| 4      | Irlanda        | 3   | 5.5 | 5  | 1.5 | 3.5 | 10  | 3   | 6.5 | 38   |
| 5      | Alemania       | 5.5 | 4   | 7  | 5   | 0   | 7   | 7   | 0   | 35.5 |
| 6      | Países Bajos   | 0   | 0   | 1  | 6   | 7   | 3   | 4   | 10  | 31   |
| 7      | España         | 4   | 5.5 | 3  | 3.5 | 5.5 | 0   | 1.5 | 2.5 | 25.5 |
| 8      | Suecia         | 1   | 1   | 0  | 0   | 10  | 2   | 1.5 | 2.5 | 18   |
| 9      | Suiza          | 2   | 2   | 4  | 1.5 | 1   | 4.5 | 0   | 1   | 16   |
| 10     | Polonia        | 0   | 0   | 0  | 0   | 0   | 0   | 0   | 0   | 0    |

|  | Campeón                        |
|  | Desciende a Promotional League |

Francia se proclamó campeona, mientras que España, Suecia, Suiza y Polonia descendieron a la Promotional League.

### Promotional League
La "segunda división" se dividió en tres zonas, la de Europa, la de América del Norte y del Sur y la de Oriente Medio. Se disputó en los concursos que son Concursos de Saltos Internacionales Oficiales (CSIO) de cada país, además de Barcelona, que es el concurso oficial donde se decide el ascenso a la "primera división". Gijón y Calgary fueron los únicos CSIO cinco estrellas del calendario de 2009:

### Europa
| Concurso   | País      | Fecha                    |                                                 |
| Atenas     | Grecia    | 4 de octubre de 2009     |                                                 |
| Lummen     | Bélgica   | 2 de mayo de 2010        |                                                 |
| Linz       | Austria   | 16 de mayo de 2010       |                                                 |
| Atenas     | Grecia    | 16 de mayo de 2010       |                                                 |
| Lisboa     | Portugal  | 30 de mayo de 2010       |                                                 |
| Sopot      | Polonia   | 13 de junio de 2010      |                                                 |
| Estambul   | Turquía   | 13 de junio de 2010      |                                                 |
| Ypäjä      | Finlandia | 20 de junio de 2010      |                                                 |
| Drammen    | Noruega   | 27 de junio de 2010      |                                                 |
| Bratislava | Eslovenia | 8 de agosto de 2010      |                                                 |
| Gijón      | España    | 5 de septiembre de 2010  |                                                 |
| Barcelona  | España    | 19 de septiembre de 2010 | Meydan FEI Nations Cup Promotional League Final |

### América del Norte y del Sur
| Concurso     | País           | Fecha                    |
| Calgary      | Canadá         | 13 de septiembre de 2009 |
| Buenos Aires | Argentina      | 8 de noviembre de 2009   |
| Wellington   | Estados Unidos | 7 de marzo de 2010       |

### Oriente Medio
| Concurso | País                   | Fecha                |
| Abu Dabi | Emiratos Árabes Unidos | 6 de febrero de 2010 |

## Meydan FEI Nations Cup Promotional League Final
Los equipos clasificados para la prueba de ascenso a la máxima categoría (Meydan FEI Nations Cup Promotional League Final) que se celebró durante el Concurso de Saltos Internacional de Barcelona fueron, por Europa:
- Italia
- Noruega
- Dinamarca
- Australia
- Hungría
- Grecia

Por América del Norte y del Sur:
- Canadá

Por Oriente Medio:
- Emiratos Árabes Unidos

Los equipos de Australia, Grecia y Emiratos Árabes Unidos renunciaron a participar, por lo que Austria, Finlandia y España ocuparon sus puestos, pero España participó solamente en calidad de anfitrión, pero sin derecho a ascender. La clasificación final fue la siguiente:
| Puesto | Equipo    | Puntos |
| ------ | --------- | ------ |
| 1      | Dinamarca | 12     |
| 2      | España    | 16     |
| 3      | Canadá    | 16     |
| 4      | Italia    | 20     |
| 5      | Noruega   | 24     |
| 6      | Austria   | 36     |
| 7      | Finlandia | 44     |
| 6      | Hungría   | 60     |

|  | Asciende a Meydan FEI Copa de Naciones |